# Джордже Енеску
Енеску (значення)
Джо́рдже Ене́ску (рум. George Enescu; нар. 19 серпня 1881, Лівень, поблизу Ботошані — пом. 4 травня 1955, Париж) — румунський композитор, диригент, скрипаль, піаніст. Основоположник сучасної румунської композиторської школи. Помер в еміграції у Франції.

## Біографія
Виявив схильність до класичної музики ще в ранньому віці, до 12 років вже мав спеціальну музичну освіту у Відні.
До радянської окупації Румунії 1943 року — організатор концертів класичної музики при дворі румунських монархів. Після Другої світової війни багато гастролював у США.

### Творчість
Енеску належать три симфонії, три фортепіанних і два струнних квартети, три скрипкові й дві віолончельні сонати, вокальні твори на вірші французьких символістів.
Музика Енеску складалася під впливом європейського романтизму (Роберта Шумана, Ріхарда Вагнера, Йоганнеса Брамса). Надалі вона увібрала вплив нововіденської школи, неокласицизму, необароко. Важливим і характерним для Енеску було звернення до румунського фольклору (широко відомі дві «Румунські рапсодії», 1901 і 1902). Акомпаніатором виступала румунська піаністка Сільвія Шербеску.
Багато творів Енеску залишилися незавершеними.

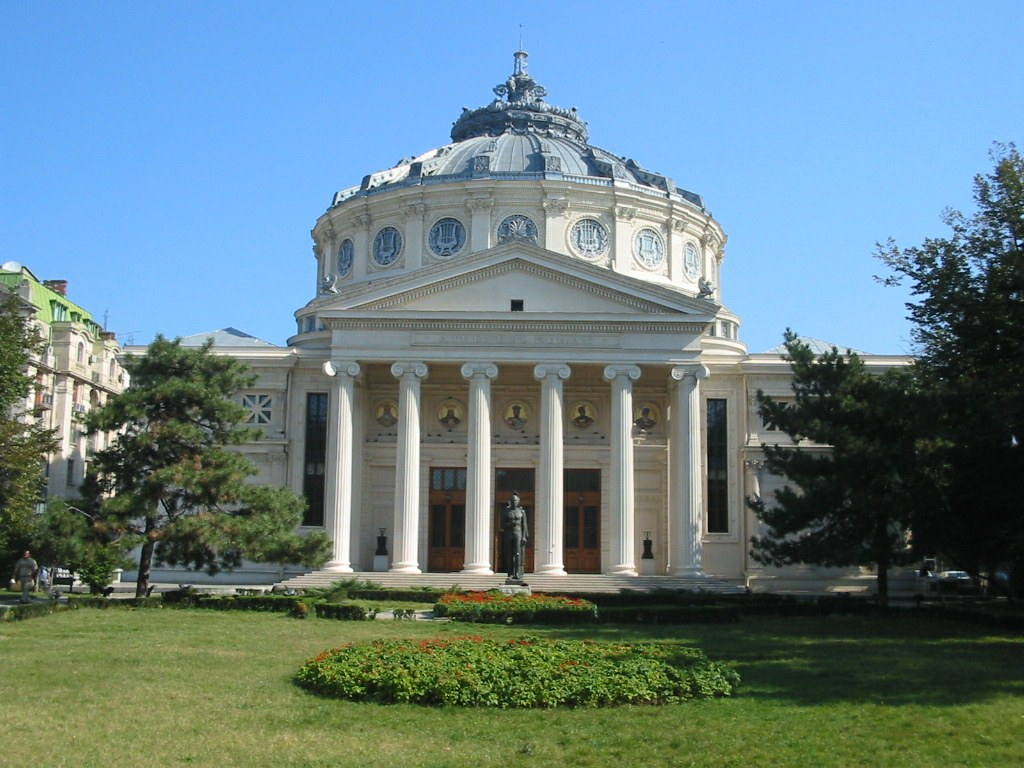
Румунський Атеней, філармонія Джордже Енеску, Бухарест